# Huang Sui
Huang Sui (xinès: 黄穗, pinyin: Huáng Suì) (va néixer el 8 de gener de 1982 a Hunan província) és una jugadora de bàdminton de la Xina.

## Resultats destacats

### Participacions en els Jocs Olímpics
- Jocs Olímpics d'Atenes - (Xina) - Dobles femenins

Va participar en la modalitat de Dobles femenins al costat de Gao Ling. En primera ronda van tenir un bye i en segona ronda van eliminar a Eei Hui Chin i Pei Tty Wong de Malàisia. En quarts de final, Gao i Huang van derrotar a Ann-Lou Jørgensen i Rikke Olsen de Dinamarca per 15-6, 15-7. En semifinals van guanyar als seus compatriotes Zhao Tingting i Wei Yili per 15-10, 17-14; i ja en la final van perdre contra Zhang Jiewen i Yang Wei, també de la Xina, per 7-15, 15-4, 15-8, per acabar aconseguint la medalla de plata.

### Participacions en els Campionats del Món
- Campionat mundial de bàdminton de 2006 - (Xina) - Dobles femenins

Va participar en la modalitat de Dobles femenins al costat de Gao Ling. Va caure en quarts de final.
- Campionat mundial de bàdminton de 2003 - (Xina) - Dobles femenins

Va participar en la modalitat de Dobles femenins al costat de Gao Ling. Es va penjar l'or.

## Títols

### Campionats Internacionals
- 2006 - Yonex All England - Dobles femenins - Guanyadora
- 2006 - Macau Open Championship - Dobles femenins - Guanyadora
- 2006 - Yonex Japan Open - Dobles femenins - Guanyadora
- 2006 - Proton Malaysia Open - Dobles femenins - Guanyadora
- 2006 - Xina Masters - Dobles femenins - Guanyadora
- 2005 - Yonex All England - Dobles femenins - Guanyadora
- 2005 - Yonex German Open - Dobles femenins - Guanyadora
- 2004 - Swiss Open - Dobles femenins - Guanyadora
- 2004 - Yonex All England - Dobles femenins - Guanyadora
- 2003 - Yonex All England - Dobles femenins - Guanyadora
- 2003 - Yonex Japan Open - Dobles femenins - Guanyadora
- 2003 - Xina Open - Dobles femenins - Guanyadora
- 2003 - Hong Kong Open - Dobles femenins - Guanyadora
- 2002 - Xina Open - Dobles femenins - Guanyadora
- 2002 - Sanyo Indonèsia Open - Dobles femenins - Guanyadora

## Records
Aquesta noia també ha fet el rècord femení mundial de velocitat del volant de bàdminton, que va tenir més de 200 km. per hora en aquesta ocasió.